# Шешукова-Порецкая, Валентина Сергеевна
Валентина Сергеевна Шешукова-Порецкая (18 (30).03.1899 — 1990) — советский учёный-альголог, доктор биологических наук, профессор, лауреат Сталинской премии.
Родилась в Перми 18 (30) марта 1899 года в многодетной семье земского служащего. В 1915 окончила с золотой медалью Соликамскую женскую гимназию, в 1917 году — частную гимназию Л. В. Барбатенко, в 1922 году — Пермский университет, где была ученицей В. С. Порецкого — своего будущего мужа (они поженились в 1936 году).
С 1930 года по приглашению Порецкого работала в Ленинграде в микропалеоботанической лаборатории Центрального научно-исследовательского геологоразведочного института. Занималась изучением современных и ископаемых диатомовых водорослей Северо-Запада Европейской части СССР и озёр Зауралья.
В 1936 году перешла в Ленинградский университет на кафедру морфологии и систематики растений.
В 1940 г. защитила кандидатскую диссертацию на тему «Современные и ископаемые диатомовые водоросли озёр и торфяников Зауралья».
Разработала и читала курсы «История диатомовой флоры», «Диатомовый анализ осадочных пород» для студентов географического факультета.
Лауреат Сталинской премии 1951 года (в составе авторского коллектива) за научный труд в 3 томах «Диатомовый анализ» (1949—1950).
В 1967 году защитила докторскую диссертацию, которая в том же году была опубликована в виде монографии:
- Неогеновые морские диатомовые водоросли Сахалина и Камчатки / Ленингр. ордена Ленина гос. ун-т им. А. А. Жданова. — Ленинград : Изд-во Ленингр. ун-та, 1967. — 432 с. : ил.; 27 см.

Таксоны:
- Nitzschia salina Sheshukova-Poretzkaya, 1955
- Thalassiosira marujamica Sheshukova-Poretzkaya, 1959
- Kisseleviella Sheshukova-Poretzkaya (1962)
- Eucocconeis poretzkyi (Jasnitsky) Sheshukova-Poretzkaya
- Stephanopyxis neogena Sheshukova-Poretzkaya, 1959
- Thalassiosira cf. nativa Sheshukova-Poretzkaya

Сочинения:
- Диатомовый сборник [Текст] : Посвящ. памяти проф. В. С. Порецкого / [Отв. ред: А. И. Прошкина-Лавренко и В. С. Шешукова] ; Ленингр. гос. ордена Ленина ун-т им. А. А. Жданова. Биол.-почв. фак. — Ленинград : Изд-во Ленингр. ун-та, 1953. — 230 с., 1 л. портр. : ил., портр.; 25 см.
- Глезер З. И., Жузе А. П., И. В. Макарова, Прошкина-Лавренко А. И., Шешукова-Порецкая В. С. Диатомовые водоросли СССР (ископаемые и современные). — Л.: Наука, 1974. — Т. 1/3. — 403 с.
- Забелина М. М., Киселев И. А., Прошкина-Лавренко А. И., Шешукова В. С. Определитель пресноводных водорослей СССР. Диатомовые водоросли. Вып. 4.. — М.: Советская наука, 1951. — 620 с.
- Жузе А. П., Прошкина-Лавренко А. И., Шешукова-Порецкая В. С. Методы исследования // Диатомовые водоросли СССР (ископаемые и современные). — Л.: Наука, 1974. — С. 50–79.